# Kamishichiken
Kamishichiken (jap. 上七軒 Kamishichiken) – najstarsza dzielnica społeczności gejsz w Kioto, obok Gion Kōbu i Ponto-chō należąca do najbardziej szanowanych.

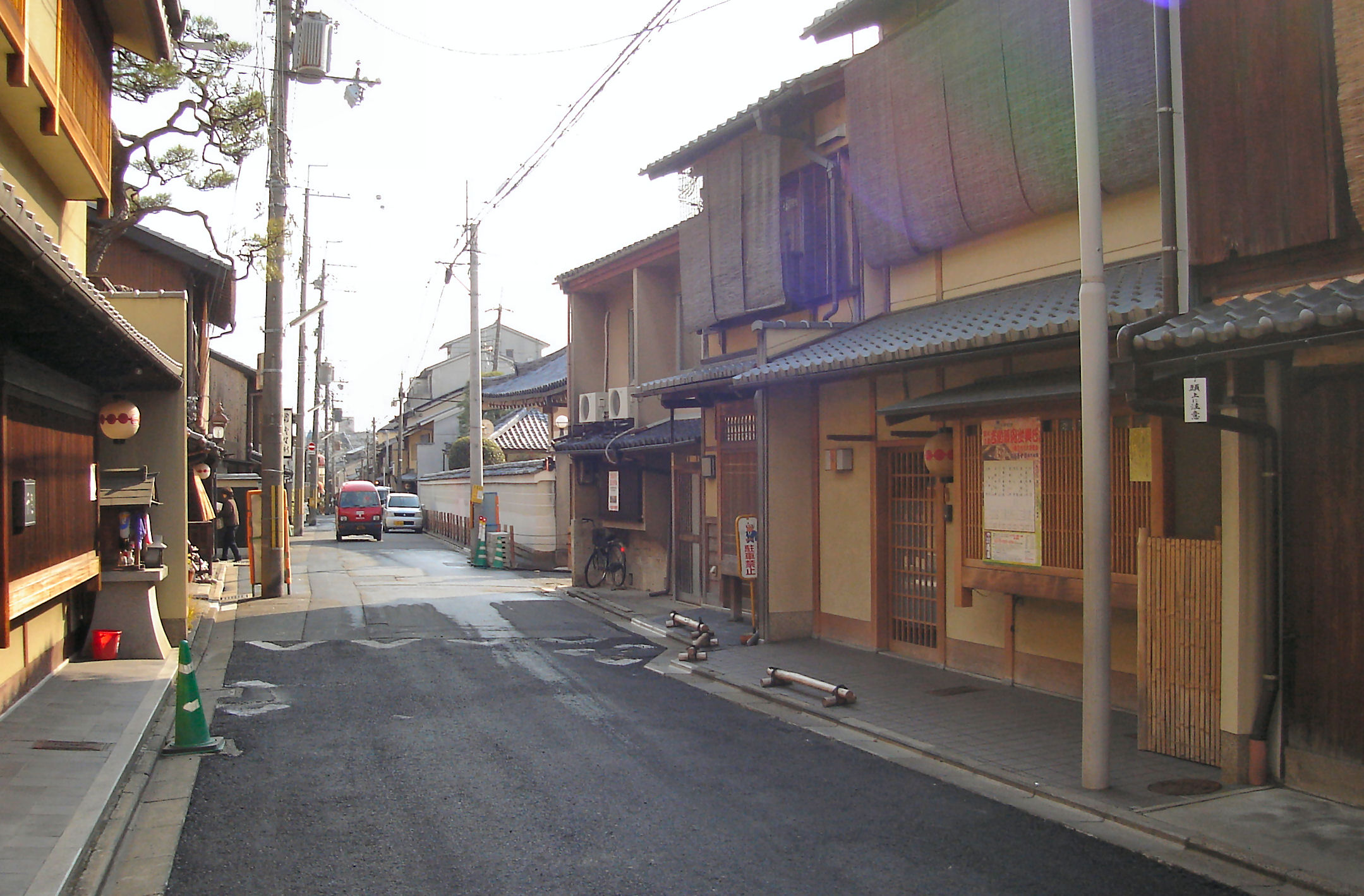
Dzielnica Kamishichiken z białymi lampionami

Symbolem dzielnicy Kamishichiken jest pierścień z dango połączonych ze sobą długą szpilą. Na latarniach wyświetlany jest jako czerwone kółka na białym papierze.

## Położenie
Dzielnica położona jest w północno-zachodnim rejonie miasta, za świątynią Kitano Tenman-gū.

## Historia
Dzielnica powstała w okresie Muromachi (1333–1573). Zbudowano ją z pozostałości materiałów zgromadzonych do budowy świątyni Kitano Tenman-gū. W ten sposób powstało siedem herbaciarni (o-chaya). Od nich pochodzi nazwa dzielnicy oznaczająca dosłownie „Siedem górnych domów”.

## Wydarzenia w Kamishichiken
- 1-3.01 – obchody Nowego Roku
- 9.01 – Shigyoshiki
- 2-4.02 – Setsubun
- 25.02 – Baikasai

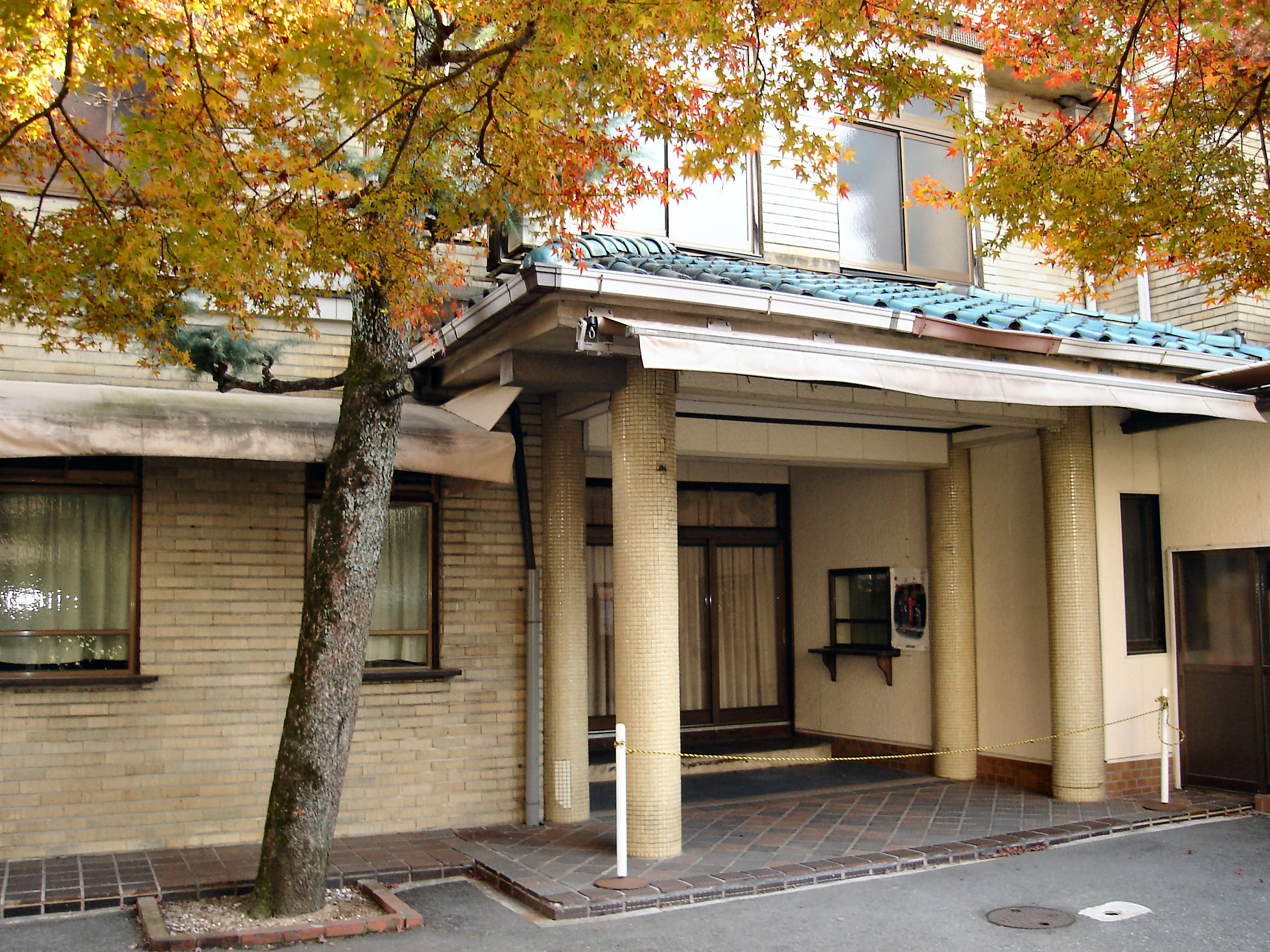
Kamishichiken kaburenjo (miejsce ćwiczeń wokalnych i tanecznych)

- 15-25.04 Gejsze z tej społeczności corocznie występują z festiwalem tańca Kitano odori.
- trzecia sobota i niedziela czerwca – Miyako no Nigiwai
- 1.08 – Hassaku
- 1-4.10 – Zuiki Matsuri
- połowa października - Kotobukikai
- 22.10 – Jidai Matsuri
- początek grudnia – Kaomise Soken
- 13.12 – Kotohajime

## Okiya (domy gejsz)

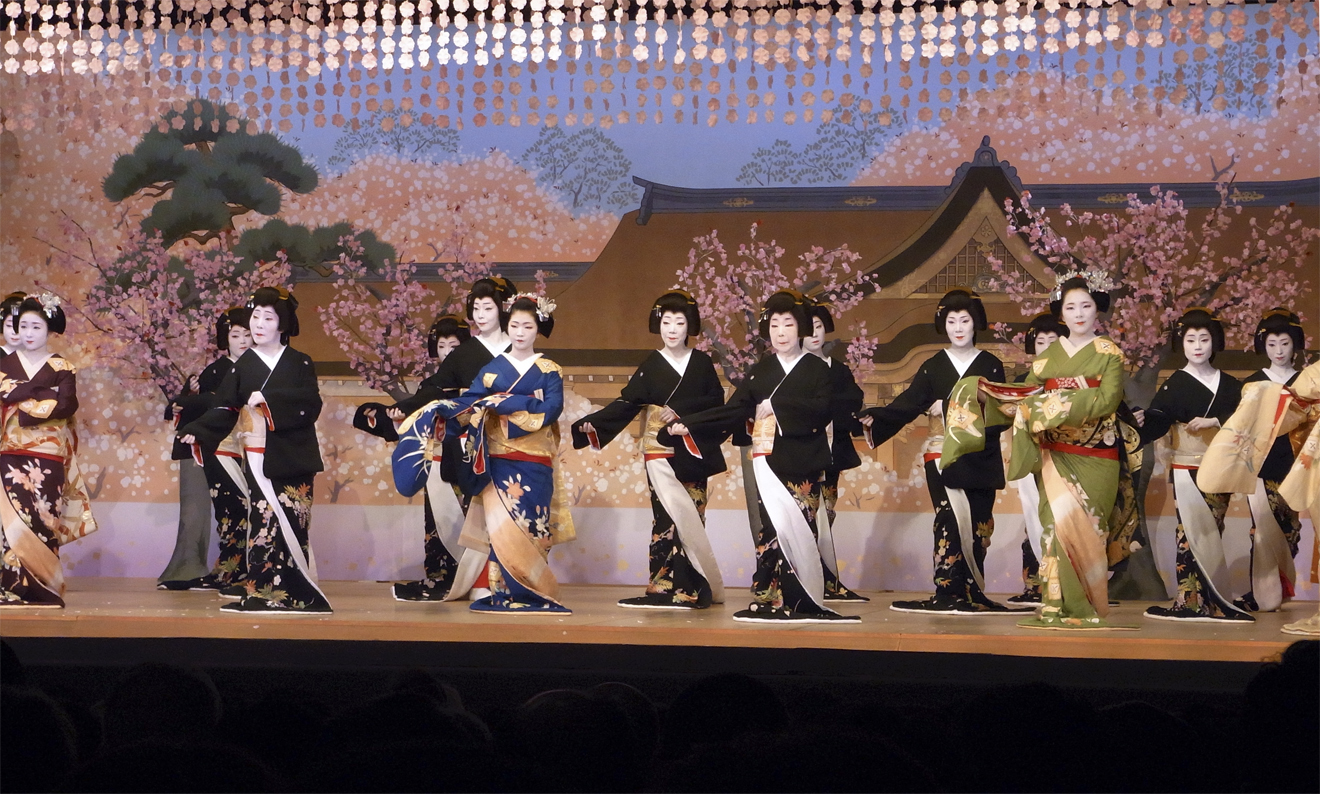
Kitano Odori. Na scenie m.in. geiko Katsukiyo, geiko Fukuzuru, geiko Umeka, geiko Katsue, geiko Umeha, maiko Naokazu, maiko Ichiteru

### Umeno Okiya
- geiko: Umeha, Umechika
- maiko: Umehina, Umetae, Umesana, Umechisa
- zrezygnowały: Umechiyo, Umeyu, Umehisa, Umeraku, Umechiho, Umesaya, Umeyae, Umesaku, Umecho, Umechie, Umekana, Umehana, Umesana

### Ichi Okiya
- geiko: Umeka, Umewaka, Umesato, Umeshizu, Ichiteru, Ichitaka
- maiko: Ichiaya, Ichiume, Umegiku
- zrezygnowały: Ichifumi, Ichimame, Ichimomo, Ichimari, Ichitomo

### Nakasato Okiya
- geiko: Naosuzu, Naohiro, Satoyuki, Naokazu, Satonosuke, Naokinu
- maiko: Naomai
- zrezygnowały: Satoyu, Naochiyo, Naohana, Naoyuki, Satohina, Satohana, Satoryu, Naoai, Naosome

### Daimonji Okiya
- geiko: Katsuya
- maiko: Katsuki
- zrezygnowały: Katsuho, Katsuru, Katsuna, Katsue, Katsune

### Niezależne geiko[1]
- Fukuzuru
- Naoko
- Umegiku
- Umeharu
- Shimeyo
- Teruyo
- Katsumaru
- Tamayuki